# Младост Донья Гориця
«Младост Донья Гориця» (чорн. Omladinski fudbalski klub Mladost Donja Gorica), відомий також як «Младост Лоб Бет» за назвою спонсора — чорногорський футбольний клуб з південно-західного району міста Подгориця Донья Гориця. Клуб був заснований у 2019 році, у сезоні 2023—2024 років грав у Першій лізі Чорногорії, проте за підсумками сезону вибув до другої чорногорської ліги.

## Історія
Клуб «Младост Донья Гориця» був заснований у 2019 році як команда району Подгориці Донья Гориця. Від заснування і до 2022 року клуб працював у афілійованому партнерстві з ФК «Подгориця», молоді гравці якого грали за «Младост Донья Гориця».
Уже під час перших виступів в офіційних змаганнях клуб досяг значних результатів. Влітку 2019 року «Младост Донья Гориця» виграв Кубок Центрального регіону та зіграв у першому матчі Кубка Чорногорії, але зазнав поразки від ФК «Дрезга» з рахунком 2-4. У цей час команда розпочала виступати в третій лізі Чорногорії. У своєму першому сезоні клуб став переможцем групи Третьої ліги-Центр, але не зміг отримати підвищення до другого рівня після плей-оф проти клубів «Іґало» та «Беране». У наступному сезоні «Младост Донья Гориця» знову виграв зону Центрального регіону, і цього разу зумів отримати підвищення через плей-офф, здобувши дві перемоги над клубами «Петниця» (2-0) і «Цетиньє» (6-0). Завдяки цьому успіху влітку 2021 року команда розпочала грати у другій лізі Чорногорії.
У сезоні 2023—2024 років клуб «Младост Донья Гориця» уперше зіграв у Першій лізі Чорногорії, проте за підсумками сезону клуб зайняв лише 9-те місце, та за результатами плей-оф вибув до другої ліги.

## Стадіон
Клуб «Младост Донья Гориця» проводить свої домашні матчі на стадіоні «ДГ Арена», який вміщає понад 4 тисячі глядачів. Завдяки сучасним спорудам, таким як додаткові майданчики та інше, він відповідає критеріям для матчів Першої ліги та УЄФА.